# Vladimir Landau
Pour les personnes ayant le même patronyme, voir Landau.
Vladimir Maximilianovich Landau (Russe : Владимир Максимилиа́нович Ланда́у), né le 29 mars 1902 à Saint-Pétersbourg et mort le 24 septembre 1971 à Langenhagen en Allemagne, est un joueur de tennis russe ayant représenté en compétition la Principauté de Monaco.

## Biographie
Ses parents sont Maximilien Landau (1870-1919), né à Częstochowa en Pologne et décédé à Odessa, et Anna Herzenberg (1882-1962), née à Moscou et originaire de Courlande. Il a une sœur nommée Alice, qui était une danseuse de ballet sous le pseudonyme d'Alice Nikitina. Après la Première Guerre mondiale, sa famille quitte la Russie et s'installe à Monaco.
Vladimir Landau a fait partie avec René Gallèpe de la première équipe de Monaco de Coupe Davis en 1929 et se distingue par ses deux victoires contre la Suisse à domicile. Il totalise 15 sélections jusqu'en 1947 avec un bilan de 11 victoires pour 30 défaites.
Il a participé à huit éditions des Internationaux de France et autant à Wimbledon, obtenant ses meilleurs résultats en 1930 avec un 3e tour à Roland-Garros et un second tour au Championship. Il a réalisé l'essentiel de sa carrière sportive sur la Côte d'Azur du milieu des années 1920 jusqu'à la fin des années 1930. Il fait une dernière apparition à Roland-Garros en 1950 où il est battu par Budge Patty, futur vainqueur. En 1931, il figurait au 14e rang du classement français.
En 1945, il épouse Janine Marie-Louise Regnart à Paris. De cette union naît un fils, Patrick Landau, qui représentera également Monaco en Coupe Davis, ainsi que les Cougars de BYU de l'université Brigham-Young.
Dans le civil, il détenait un commerce de gros ainsi qu'une agence de voyages à Monaco. Il occupait aussi le poste de secrétaire du Monte-Carlo Country Club depuis les années 1930.
Il a été décoré en 1960 chevalier de l'Ordre du Mérite sportif par le Haut-commissaire à la Jeunesse et aux Sports Maurice Herzog.
Il décède en septembre 1971 à Langenhagen dans la région de Hanovre et est enterré à Monaco cinq semaines plus tard.